# M/Y Ingeborg
M/Y Ingeborg är en svensk motoryacht, som byggdes 1930 av Rosättra Båtvarv i Norrtälje. Hon ritades av Knud H. Reimers för grosshandlarna Gunnar Wahllund och Sixten Vetterlein, vilka lät bygga var sin lika båt. 